# 經國重劃區
經國特區，又稱經國重劃區，位於台灣桃園市桃園區於桃園藝文特區旁，與中路計畫區、小檜溪重劃區、青埔特區以及A7新林口重劃區並列桃園市最受矚目的五大新興重劃區之一。經國特區總面積約 656 公頃，政府將其分成四期進行開發，採取「分期分區」的方式。

## 地理位置
經國特區地處桃園市蘆竹區和桃園區的交界處，毗鄰國道一號南崁交流道以南的工業區及周邊土地。該區域位於進出桃園市的重要交通樞紐上。此外，公共運輸方面，經國轉運站的營運增強了區域的運輸量能，1816 國道公車可接駁經國特區至台北車站，提供了大眾交通運輸的便利。近期討論度極高的桃園捷運綠線在經國特區裡也設有車站（G12站），進一步提升了區域的交通便利性。

## 開發歷程
桃園市向來是台灣的工業發展重鎮，但近年來面臨都市產業結構的轉型和人口快速增長，導致原有公共建設老舊且不敷使用。為此，政府採取市地重劃的方式，使整體區域的土地使用狀況得以轉型與再生，並改善公共設施不足的問題。經國特區即是在這樣的背景下展開開發。

## 教育

### 國民中學
- 桃園市立經國高級中等學校